# さきむらとしゆき
さきむら としゆき（1974年（昭和49年）9月18日 - ）は、日本のシンガーソングライター。東京都生まれ。血液型はA型。

## 略歴
- 1998年（平成10年） - イギリスでのバンド活動を終え帰国後、新しいエンターテイメントユニット・Radio Talkを結成。独自の販売経路を開拓する。
- 2000年（平成12年） - TBS系列の音楽出版社日音が母体のBLIZE-PIA RECORDよりデビュー。スキマスイッチなどと共にCDリリース。また、音楽活動にとどまらず、『学校へ行こう!』『Live on TV 原石めんぼ!』等のテレビ番組への出演や番組前説、リポーターなどもこなし、M.C.の腕を磨く。
- 2001年（平成13年） - Radio Talkとしての活動を休止。自らの音楽事務所・office R&Tを設立し、ソロ活動の基盤を作る。
- 2002年（平成14年） - ソロアーティストさきむらとしゆきとして活動開始。ミニアルバム『delicate dedicate』をゲリラ的に2000枚無料配布。その後、マキシシングル『世田谷線』『ダンスレッスン』と立て続けにリリース。この時期からネット配信を始める。また、都内の飲食店で企画ライブを開催。今までのミュージシャンが考える音楽活動とは違うライブスタイルで、音楽業界・飲食関連業界から注目され、雑誌などに紹介される。
- 2003年（平成15年） - ミニアルバム『citrus』発表。好調なセールスの中、シングル曲『世田谷線』がFM局のリスナー投票でグランプリを獲得。この時期、さきむらが書く1000文字エッセイを載せたブログの閲覧者が急増したため製本を期待されるが、音楽活動に専念するために中断。
- 2004年（平成16年） - ラジオ番組とネットの楽曲配信の効果で、NHK首都圏ネットワークに紹介される。東京をテーマにした楽曲のクオリティーが評価され、広い年代のリスナーに支持され始める。また、テレビ東京系列の番組『のりスタ!』の挿入歌『べいやんおんど』を作曲・歌唱。番組で放送されると共に問い合わせが殺到し、CD化される。
- 2004年（平成16年）3月 - 自身のインターネットラジオ『さきむラジヲ』が放送開始される。
- 2005年（平成17年） - ネットでの反響で、朝日新聞に飲食店でのライブの模様が掲載される。さきむらとしゆき初のベストアルバム発売。
- 2006年（平成18年）11月 - 3rdアルバム『月の下でダンス』を、自身初となる全国流通で発売（2007年（平成19年）1月末をもってJASRAC管理楽曲に移行）。このアルバムの「フレンチクルーラー」と「ウサギとライオン」にギタリストのTakubonが参加。この年、音楽活動と平行して、angelaのツアーパンフレットにライターとして参加している。

## 出演
- さきむラジヲ（すときゃ!） - 毎週金曜日 22:00 - 22:54(終了)。YouTubeにて再開。30分番組だがYouTubeの性質上10分のファイルを三つ配信するという形になっている。2008年（平成20年）1月11日の第166回以降、更新が長期にわたり無く、公式サイトでも告知は無いものの事実上の配信終了となった。
- さきむらとしゆきの歌声レストラン（エフエム浦和　2006年（平成18年）4月7日 - ？） - 毎週 金曜日 24:00 - ？